# Casa Roche

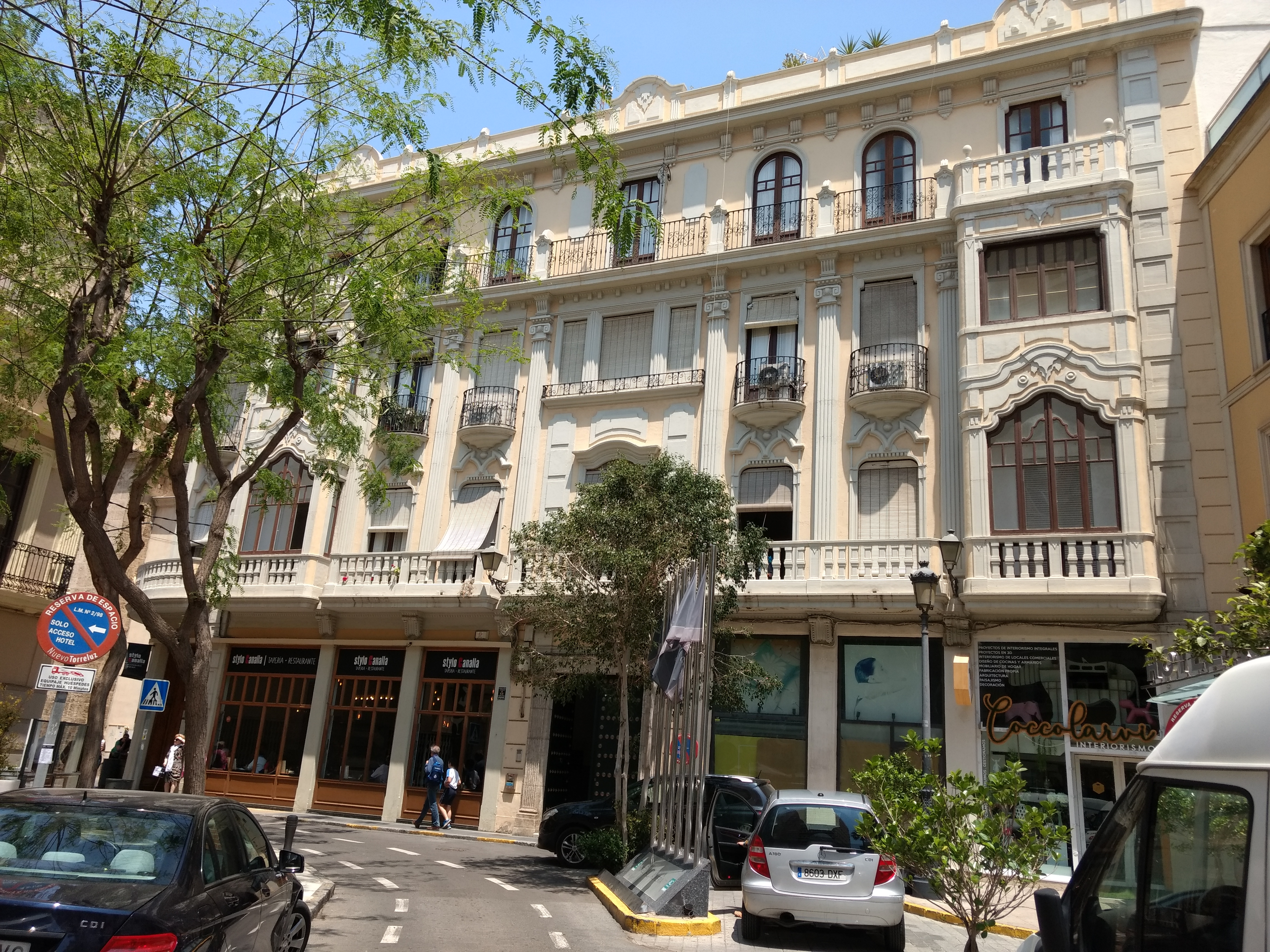
Casa Roche.

La casa Roche es un edificio de viviendas histórico situado en la ciudad de Almería (Comunidad Autónoma de Andalucía, España) que data de 1924, de característico monumentalismo neobarroco.

## Historia y descripción
Se trata de un edificio de viviendas plurifamiliar diseñado por el arquitecto almeriense Guillermo Langle para el comerciante y concejal Facundo Sebastián Roche en el n.º 1 de la plaza de las Flores de la capital almeriense.
Langle quiso que fuera el edificio más alto de Almería, superando a la Casa de las Mariposas, de 1909. Era su primer proyecto y él mismo terminó residiendo en una la tercera planta al enviudar.
De planta regular, tiene un portal común a dos escaleras que deja una amplia fachada comercial en el bajo. La fachada muestra una rica decoración neobarroca reminiscente del barroco español del siglo XVIII, destacando la galería del último piso. Similar a este es el edificio de calle Aguilar de Campoo esquina con el paseo de Almería, de la misma época.
Se trata de la primera edificación que incluye pilares de hormigón armado y techumbre en vigueta metálica, técnica moderna que sustituirá a la tradicional de muro de carga y mampostería.